# Sumberwringin (Klakah)
Sumberwringin is een bestuurslaag in het regentschap Lumajang van de provincie Oost-Java, Indonesië. Sumberwringin telt 2976 inwoners (volkstelling 2010).